# IHLIA LGBTI Heritage
IHLIA LGBTI Heritage, voorheen Internationaal Homo/Lesbisch Informatiecentrum en Archief (IHLIA), is een internationaal archief en documentatiecentrum in Amsterdam dat zich richt op het verzamelen en ontsluiten van allerhande informatie over lesbische vrouwen, homoseksuele mannen, biseksuelen en transgender personen (kortweg lhbt'ers) uit de hele wereld.
Het IHLIA is in 1999 ontstaan uit een fusie tussen het Homodok en het Lesbisch Archief Amsterdam, beide in Amsterdam, en het Anna Blaman Huis in Leeuwarden. Sinds juli 2007 is IHLIA gevestigd in de Openbare Bibliotheek Amsterdam (OBA) op het Oosterdokseiland, aanvankelijk op de 6e verdieping, sinds 2018 op de 3e verdieping. Daar bevindt zich ook het grootste deel van de collectie. De organisatie- en persoonsarchieven worden bewaard bij het IISG in Amsterdam.
IHLIA LGBTI Heritage heeft een collectie bestaande uit meer dan 100.000 titels. Op 1.515 meter planklengte staan zo'n 26.000 boeken, 4.800 tijdschrifttitels, 7.000 items met speelfilms, documentaires, tv-series en reclamespotjes, 6.500 affiches, 10.000 scripties, brochures, werkstukken en nota's en nog veel ander materiaal (foto's, geluid, T-shirts, buttons, condoomverpakkingen, enzovoorts).

## Geschiedenis
Van de drie samenstellende delen van IHLIA LGBTI Heritage is Homodok het oudste. Dit werd in 1978 opgericht als het Dokumentatiecentrum Homostudies. Het was verbonden met de ook in 1978 opgerichte werkgroep Homostudies aan de Universiteit van Amsterdam (UvA) en was gevestigd in het Baschwitz Instituut aan de Weteringschans. De doelstelling was het toegankelijk maken en verzamelen van informatie en materiaal op het gebied van homoseksualiteit en dat beschikbaar te stellen als studiemateriaal. Het tijdschrift Homologie was een belangrijk medium waarmee de collectie van het Homodok bredere bekendheid kreeg. In 1988 nam het Homodok de Van Leeuwenbibliotheek over, die bestond uit wat Jaap van Leeuwen had weten te reconstrueren van de bibliotheek van het vroegere NWHK, diens privécollectie en de eveneens door hem opgezette oude bibliotheek van het COC. Later nam het Homodok ook de COC-bibliotheek met werken van na 1970 over.
De collectie groeide dusdanig dat het onderbrengen daarvan steeds problematischer werd. In 1989 verhuisde het Homodok naar het Spinhuis aan de Oudezijds Achterburgwal en in 2000, samen met het Lesbisch Archief Amsterdam, naar een pand aan de Nieuwpoortkade 2A op een bedrijventerrein in het stadsdeel Bos en Lommer. Om de collectie beter toegankelijk te maken werd samen met het Anna Blaman Huis (zie onder) een speciale thesaurus ontwikkeld, de Homosaurus.
Het Lesbisch Archief Amsterdam werd in 1982 opgericht om het lesbisch leven in Amsterdam te bewaren en zichtbaar en toegankelijk te maken. Tot 2000 was het gevestigd in een verzamelgebouw aan de Eerste Helmersstraat in het stadsdeel Oud-West.
Het Anna Blaman Huis in Leeuwarden werd in 1982 opgericht als Lesbisch Archief Leeuwarden om de lesbische emancipatiestrijd met informatie te ondersteunen. Aanvankelijk ontwikkelde het zich tot een centrum waar ook informatie voor de vrouwenemancipatie en de strijd voor zwarte, migranten-, en vluchtelingenvrouwen (ZMV) verzameld werd. Maar rond 1990 ging het zich meer richten op lhbt-terrein en besloot men tot samenwerking met het Homodok en het Lesbisch Archief Amsterdam.
Omdat de drie organisaties naar elkaar toe groeiden en in dezelfde subsidievijver visten werd in 1999 besloten tot de fusie en de oprichting van IHLIA met vestigingen in Amsterdam en Leeuwarden (het Anna Blaman Huis). Dat was gevestigd in een pand aan het Noordvliet in Leeuwarden en verhuisde in 2011 naar de Openbare Bibliotheek Leeuwarden. Wegens een oplopend financieel tekort werd deze vestiging IHLIA Leeuwarden, voorheen het Anna Blaman Huis, per 1 oktober 2013 gesloten. De in Leeuwarden opgebouwde collectie is ondergebracht bij Tresoar en de Bibliotheekservice Friesland. De AVM-collectie is geschonken aan het COC Fryslân. Het grootste deel van de in het Anna Blaman Huis aanwezige niet-Friese archieven, affiches en de muziekcollectie werden overgebracht naar de IHLIA-vestiging in Amsterdam.
Sinds 2002 organiseert het IHLIA in samenwerking met de stichting George Mosse Fonds de jaarlijkse Mosse-lezing met een prominente spreker op het gebied van homo/lesbische emancipatie.
In februari 2021 organiseerde het IHLIA de eerste Queer Geschiedenismaand, om naar het voorbeeld van de lhbt-geschiedenismaanden in andere landen aandacht te besteden aan aspecten van de lhbt-geschiedenis.

## Bijzondere collectie-onderdelen

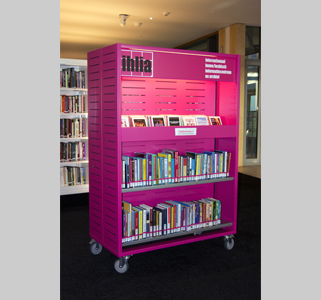
Roze Kast op het IHLIA-plein in de Openbare Bibliotheek Amsterdam (OBA). Deze bevat onder andere boeken en films uit de OBA over lhbt-aspecten.

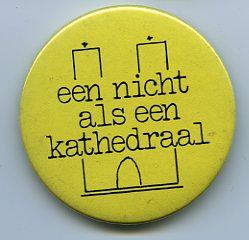
Foto van coming-out button. Collectie IHLIA.

IHLIA beheert het archief van Jaap van Leeuwen, een van de oprichters van het COC, uit de jaren '50 en jaren '60. Ook heeft IHLIA de bibliotheek van Jacob Anton Schorer en zijn Nederlandsch Wetenschappelijk Humanitair Komitee, die tijdens de Tweede Wereldoorlog door de bezetter in beslag werd genomen en verdwenen is, gereconstrueerd aan de hand van de bewaard gebleven catalogus.
Daarnaast beheert IHLIA verschillende persoons-, organisatie- en thematische archieven. Waaronder de foto’s en gebruiksvoorwerpen van de transgenderpionier Aaïcha Bergamin. Een aantal archieven is ondergebracht bij het IISG. Een groot deel van het werk van fotograaf Marian Bakker is bij IHLIA ondergebracht en toegankelijk gemaakt. Ook is IHLIA in het bezit van een internationale collectie buttons en posters waarmee in de jaren '70 en '80 actie gevoerd werd.

### Groepen
- Act up!, een radicale actiegroep over de hiv/aids-problematiek
- De homo/lesbische groep van de vakbond ABVAKABO FNV[4]
- Groep 7152,[5] een landelijke groep voor lesbische en biseksuele vrouwen

### Media
- Homologie, een semi-wetenschappelijk tijdschrift op het gebied van homostudies
- Homonos en Het Roze Rijk, radioprogramma's van de NOS
- Lust en Gratie, een literair lesbisch vrouwentijdschrift
- Ma'dam, het tijdschrift van de COC-vrouwengroep Amsterdam
- MVS Gaystation, de Amsterdamse homo-omroep
- Stichting Urania, een lobbygroep binnen de Hilversumse omroepen voor aandacht voor homoseksualiteit

### Organisaties
- Gay Games 1998 te Amsterdam[6]
- International Lesbian and Gay Association[7] ILGA, een internationale organisatie op het gebied van de belangenbehartiging van homoseksualiteit (en sinds 1995 ook van de biseksuelen en de transgender gemeenschap)
- International Lesbian Information Service ILIS, een internationaal informatienetwerk van lesbische en biseksuele vrouwenorganisaties
- Schorer Stichting
- Stichting De Kringen
- Roze Front, voorloper van de Stichting Roze Zaterdag
- Stichting PANN, de Utrechtse homo-jongerenorganisatie

## Publicaties

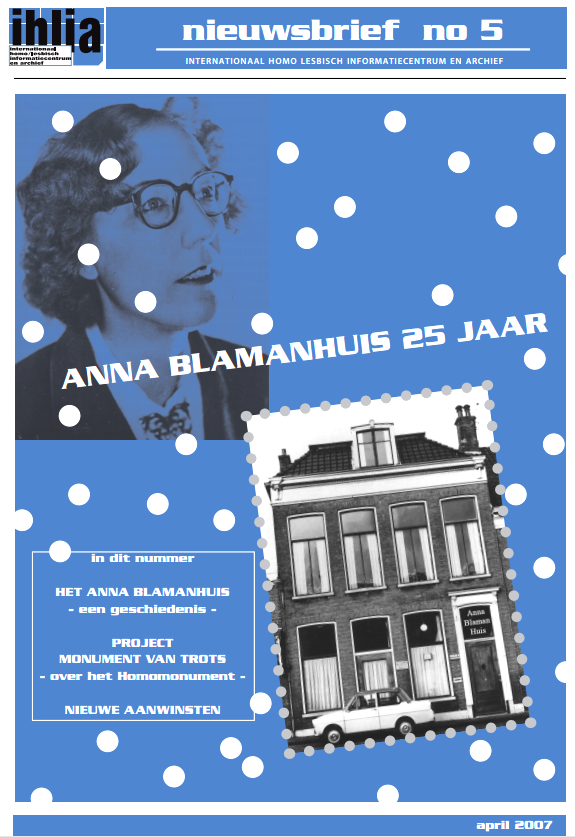
IHLIA Nieuwsbrief (april 2007) over het Anna Blaman Huis.

- Sleutjes, Martien: Eén jurk zegt meer dan duizend woorden : de invloed van de Rooie Flikkers (1975-1980) (Amsterdam: IHLIA LGBTI Heritage, 2017)
- Sleutjes, Martien: Verkeerd geplakt : een selectie van posters uit het IHLIA archief in historisch perspectief (Amsterdam: IHLIA LGBTI Heritage, 2015)
- Bakker, Marian met een voorwoord van Joke Swiebel: Oog voor vrouwen, Eye for women : Nederlandse lesbische subcultuur van de jaren tachtig en negentig (Amsterdam: IHLIA LGBTI Heritage, 2009)
- Galesloot, Hansje met medewerking van Jan Carel Warffemius: Bewaar mij voor de waanzin van het recht : 100 jaar strafrecht en homoseksualiteit in Nederland (Amsterdam: IHLIA LGBTI Heritage, 2012)
- van Gils, Connie (samenstelling), Bruins, Joost (eindred.): Langoureus verlangen : schrijfsters van nu over Anna Blaman (Amsterdam: IHLIA LGBTI Heritage, 2010)
- van Gils, Connie: Whisper their love : Vintage Lesbian Pulp Covers uit de IHLIA-collectie (Amsterdam: IHLIA LGBTI Heritage, 2016)
- IHLIA LGBTI Heritage: Wie kan ik nog vertrouwen : tentoonstelling homoseksueel in Nazi Duitsland en bezet Nederland (Amsterdam: IHLIA LGBTI Heritage, 2006)
- Mok, Ineke en Schellekes, Els: HomoLesbi op school: module voor Pabo-studenten bij Monument van Trots (Amsterdam: IHLIA LGBTI heritage, 2008)
- Van der Wel, Jack: IHLIA - Making information on LGBTIQ issues in the past and the present accessible and visible, p 158 - 161 in: Ellen Greenblatt (ed.): Serving LGBTIQ library and archives users. Essays on outreach, service, collections and access, Jefferson, North Carolina : McFarland & Company, Inc., Publishers, [2011].
- Van Staalduinen, Ko en Brandhorst, Henny: A queer thesaurus: an international thesaurus of gay and lesbian index terms, Anna Blaman Huis en Homodok, Amsterdam 1997.